# همسر ما
همسر ما (انگلیسی: Our Wife) یک فیلم کمدی کوتاه آمریکایی است که در سال ۱۹۳۱ منتشر شد.

## بازیگران
- استن لورل
- اولیور هاردی
- جیمز فینلیسون
- بن ترپین
- بلانش پیسون
- چارلی راجرز
- بیب لاندن